# Andreas Waldmeier
Andreas Waldmeier (* 12. Oktober 1982 in Richterswil) ist ein ehemaliger Schweizer Skilangläufer.
Zu internationalen Wettbewerben startete er zwischen 2000 und 2010. Seit 2004 nahm er auch an Wettkämpfen des Skilanglauf-Weltcups teil. Sein bestes Resultat war ein 19. Platz, den er im Teamsprint von Bern in der Saison 2004/05 erreichte. In Einzelwettbewerben stellte ein 20. Platz im Sprint von Düsseldorf in der Saison 2006/07 sein bestes Ergebnis dar.
Sein letztes offizielles FIS-Rennen absolvierte Waldmeier am 17. Dezember 2010. Er lebt in Hütten.